# Adoxia proletaria
Adoxia proletaria es un insecto coleóptero de la familia Chrysomelidae. Fue descrita científicamente por primera vez en 1924 por Weise.